# Фільфла

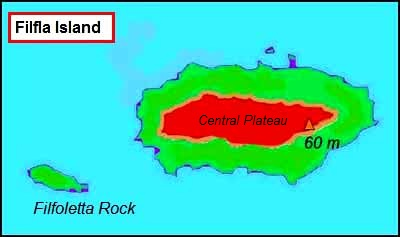
Схематична карта острова

Фі́льфла (мальт. Filfla) — невеликий острів у Середземному морі, входить до Мальтійського архіпелагу та є територією держави Мальта. Адміністративно належить до муніципалітету Зурік. Назва походить від арабського filfel, що означає чорний перець.
Розташований за 5 км на південь від найбільшого острова архіпелагу Мальта. Являє собою залишок острова, який зруйнувався під дією землетрусу 1856 року. Острів являє собою вапнякову скелю висотою понад 60 м. Поряд розташований менший острів Фільфолетта, який раніше був єдиним цілим з Фільфлою.
1343 року на острові було збудовано каплицю, яка була зруйнована землетрусом 1856 року. З 1980 року Фільфла охороняється, оскільки є місцем гніздування таких птахів, як качурка морська (Hydrobates pelagicus), строкатий буревісник атлантичний (Calonectris diomedea) та мартин середземноморський (Larus michahellis). 1988 року утворено заповідник. Окрім птахів на острові мешкають ендемічні підвиди — мальтійська ящірка (Podarcis filfolensis) та один з видів равлика. З рослин на острові зростає дика цибуля рамп (Allium tricoccum), яка може досягти висоти 2 м.